# Теорія полів

Правильний семикутник не можна побудувати за допомогою циркуля і лінійки. Це можна довести, розглянувши поле конструктивних чисел

Теорія полів — розділ математики, що займається вивченням властивостей полів, тобто структур, узагальнюючих властивості додавання, віднімання, множення і ділення чисел.

## Історія
- У 1820-1830-х роках поняття поля неявно використовували Нільс Абель і Еварист Галуа в своїх роботах з можливості розв'язання рівнянь в радикалах.
- У 1871 році Ріхард Дедекінд назвав «полем» підмножину дійсних або комплексних чисел, замкнуту щодо чотирьох математичних операцій.
- У 1881 році Леопольд Кронекер вивчав властивості алгебричних числових полів, називаючи їх «областями раціональності».
- У 1893 році Генріх Вебер[de] дав перше точне визначення абстрактного поля.
- У 1910 році Ернст Штайніц опублікував відому роботу Algebraische Theorie der Körper (нім. Алгебрична теорія полів), в якій розвинув аксіоматичну теорію полів і запропонував безліч важливих концепцій, таких як просте поле, досконале поле і ступінь трансцендентності розширення поля.

## Комутативність поля
Перші визначення поля не включали в себе вимогу комутативності множення, проте сучасний термін «поле» завжди має на увазі його комутативность.